# Midland (métro de Toronto)
Pour les articles homonymes, voir Midland.
Midland fut une station de la Ligne 3 Scarborough du Métro de Toronto, au Canada. La station est située au 2085 Midland Avenue.

## Histoire
Elle a ouvert ses portes le 22 mars 1985.
La station reçoit en moyenne une fréquentation de 3 020 passagers par jour au cours de l'année 2009-2010.

## À proximité
Elle est desservie par les bus de la ligne 57 Midland.